# Социальная сеть (фильм)
«Социа́льная сеть» (англ. The Social Network) — американская биографическая драма 2010 года, восьмой полнометражный фильм режиссёра Дэвида Финчера и сценариста Аарона Соркина, основанный на книге Бена Мезрича «Миллиардеры поневоле: как создавался Facebook, история о сексе, деньгах, гениальности и предательстве» 2009 года. В нём рассказывается об основании социальной сети Facebook. В фильме снялись Джесси Айзенберг в роли основателя Facebook Марка Цукерберга, Эндрю Гарфилд в роли Эдуардо Саверина, Джастин Тимберлейк в роли Шона Паркера, Арми Хаммер в роли Кэмерона и Тайлера Уинклвоссов и Макс Мингелла в роли Дивьи Нарендры. Ни Цукерберг, ни кто-либо другой из сотрудников Facebook не были вовлечены в проект, хотя Саверин был консультантом книги Мезрича.
Производство началось, когда Соркин подписал контракт на написание сценария. Основные съёмки начались в октябре 2009 года в Кембридже, штат Массачусетс, и продолжались до ноября. Дополнительные сцены были сняты в Калифорнии, в городах Лос-Анджелес и Пасадина. Трент Резнор и Аттикус Росс из Nine Inch Nails написали отмеченную наградами музыку к фильму, который был выпущен 28 сентября 2010 года.
Премьера фильма состоялась на Нью-Йоркском кинофестивале 24 сентября 2010 года, а в прокат в США он был выпущен 1 октября компанией Sony Pictures Releasing. Фильм имел крупный критический и коммерческий успех, собрал в прокате 224 миллиона долларов при бюджете в 40 миллионов долларов и получил широкое признание критиков. Он был назван одним из лучших фильмов года 78 критиками и назван лучшим 22 критиками, что больше, чем у любого фильма в том году. Он также был выбран Национальным советом кинокритиков США как лучший фильм 2010 года. На 83-й церемонии вручения премии «Оскар» фильм получил 8 номинаций, в том числе за лучший фильм, лучшую режиссуру и лучшую мужскую роль (Айзенберга), а также победил за лучший адаптированный сценарий, лучшую музыку к фильму и лучший монтаж. Фильм также получил 4 награды за лучший фильм – драму, лучшую режиссёрскую работу, лучший сценарий и лучшую музыку к фильму на 68-й церемонии вручения премии «Золотой глобус».
Фильм сохранил прочную репутацию с момента своего первого выхода, и критики часто называют его одним из лучших фильмов 2010-х и 21-го века. Гильдия сценаристов США назвала сценарий Соркина третьим величайшим в 21-м веке. Однако фактическая точность во многом оспаривается. В 2024 году фильм был выбран для сохранения в Национальном реестре фильмов США Библиотекой Конгресса как имеющий «культурное, историческое или эстетическое значение». Хотя официального продолжения объявлено не было, Соркин публично выразил заинтересованность и готовность написать сценарий для одного, если Финчер вернётся к режиссуре. 25 июня 2025 года было официально объявлено о разработке сиквела «Социальная сеть 2 », в котором Соркин выступит в качестве сценариста и режиссера.

## Сюжет
В октябре 2003 года студенту Гарвардского университета Марку Цукербергу (Джесси Айзенберг) пришла в голову идея создать веб-сайт для оценки привлекательности своих однокурсников по колледжу после того, как его девушка Эрика Олбрайт (Руни Мара) рассталась с ним. Благодаря своим компьютерным навыкам Марку удалось извлечь имена и фотографии нескольких студентов из баз данных гарвардских серверов. Используя алгоритм ранжирования, предоставленный его лучшим другом Эдуардо Саверином (Эндрю Гарфилд), Марк создал страницу под названием FaceMash, где его одноклассники выбрали самую привлекательную девушку. В конце концов, когда трафик его сайта обрушился на сеть Гарварда, в то время как большинство его одноклассников упрекали его, Марк был наказан шестимесячным отстранением от учёбы.
Несмотря ни на что, популярность FaceMash и тот факт, что он был создан за одну ночь, пока Марк был пьян, привлекли внимание братьев-близнецов Кэмерона и Тайлера Уинклвоссов (Арми Хаммер и Джош Пенс), членов гарвардской команды по гребле, и их партнёра по бизнесу Дивьи Нарендры (Макс Мингелла). Все трое объяснили Марку, что ищут программиста для реализации своей идеи по созданию нового веб-сайта Harvard Connection. Когда Марк представил ему эту идею, он решил им помочь.
Некоторое время спустя Марк обратился к своему другу Эдуардо, которого недавно пригласили в социальный клуб Phoenix — S.K. Club. У Марка появилась идея для создания того, что он назвал «TheFacebook», онлайн-инструмента для общения в социальных сетях, предназначенного исключительно для студентов Гарварда. По его словам, эта система позволила бы людям делиться определённой информацией без вмешательства в их личную жизнь. Эдуардо согласился помочь ему, предоставив тысячу долларов для начала проекта. В конце концов, Марк и Эдуардо создали TheFacebook (который позже стал Facebook), разместив ссылку на контакты Эдуардо в Phoenix — S K Club.
Сайт быстро стал популярным среди студентов Гарварда. Когда Нарендра узнал о запуске thefacebook, он сказал близнецам Уинклвоссам, что Марк украл у них их идею, поэтому Тайлер и Дивья планируют подать на Марка в суд за кражу интеллектуальной собственности, но Кэмерон возражает.
Во время лекции Билла Гейтса (Стив Сайрес) студентка Гарварда Кристи Ли (Бренда Сонг) и её лучшая подруга Элис (Малис Джау) познакомились с Эдуардо и Марком. Ли попросила их поискать информацию о них в TheFacebook, что произвело на них впечатление. Пока они выпивали с Кристи и Элис, Марк пошёл к своей бывшей девушке Эрике, которая не знала о существовании TheFacebook, чтобы извиниться перед ней. Марк решил расширить сайт, чтобы охватить большее количество школ. Затем Марк, Кристи и Эдуардо вернулись в кабинет Марка, где они обрисовали структуру компании и план дальнейшего развития.
Популярность TheFacebook продолжала расти по мере того, как она достигала других академических центров на северо-востоке США, таких как Йельский университет, Колумбийский университет и Стэнфордский университет, в то время как братья Уинклвосс и Нарендра всё больше терялись в догадках, видя, что «их» идея продвигается вперёд без них. Тайлер отказался подавать на них в суд, но обвинил Марка в нарушении кодекса поведения студентов Гарварда. Благодаря контактам родителей им удалось встретиться с президентом Гарварда Ларри Саммерсом (Дуглас Урбански), который отклонил любые дисциплинарные меры в отношении сайта Facebook.
Благодаря Кристи Ли, которая теперь является девушкой Эдуардо, они с Марком познакомились с соучредителем сайта Napster Шоном Паркером (Джастин Тимберлейк), но Эдуардо не доверяет ему из-за проблем в личной и профессиональной жизни. Однако Марк был впечатлён Паркером, поскольку тот представил ему схожее видение Facebook, и, хотя соглашение достигнуто не было, Паркер предложил убрать слово «the» из TheFacebook, чтобы упростить название: Facebook.
Пока Эдуардо оставался в Нью-Йорке, Марк и Дастин Московиц (Джозеф Маццелло) по предложению Шона перенесли офисы компании в Пало-Алто. Когда Эдуардо приехал к ним из Нью-Йорка, он был в ярости, увидев, что Шон Паркер живёт в их доме и принимает решения о бизнесе Facebook. После ссоры с Марком Эдуардо заморозил банковский счёт, который он открыл для компании, и вернулся в Нью-Йорк. Оказавшись там, Эдуардо и Кристи поссорились из-за его профиля в Facebook, когда увидели, что он встречается с холостяками, и в итоге Кристи сожгла носовой платок, который он ей подарил. Пока Эдуардо тушил пожар, Марк рассказал ему по телефону, что они получили 500,000 долларов благодаря ангелу-инвестору по имени Питер Тиль (Уоллес Лэнгэм). Позже Эдуардо сообщил Кристи, что их отношениям пришёл конец.
Тем временем, в Англии после соревнований по академической гребле Уинклвоссы пришли в ярость, увидев, что Facebook распространился на другие университеты Великобритании, и решили подать в суд на компанию за кражу интеллектуальной собственности. Тем временем разъярённый Эдуардо узнав, что Марк и Шон сократили свою долю в компании с 30 % до 0,03 %, уничтожил компьютер Цукерберга, и разорвав отношения с Марком и Шоном решил подать на них в суд. На вечеринке, посвящённой празднованию первого миллиона пользователей Facebook, Шон и несколько его коллег были арестованы за хранение кокаина. Затем Шон разговаривает по телефону с Марком и говорит, что ему удалось внести залог.
Во время фильма показаны сцены, в которых Марк даёт показания по двум судебным искам: против братьев Уинклвоссов и против Эдуардо, который предъявляет ему иск на 600 миллионов долларов. В финальной сцене его адвокат Мэрилин Делпи (Рашида Джонс) говорит Марку, что они достигнут соглашения с Эдуардо, потому что грязные подробности о создании Facebook сыграют против него перед присяжными.
Когда его адвокат уходит, видно, как Марк отправляет запрос в друзья своей бывшей девушке Эрике на Facebook и несколько раз обновляет страницу в своем браузере, надеясь, что она согласится.
Фильм завершается эпилогом: Кэмерон и Тайлер Уинклвоссы получили компенсацию в размере 65 миллионов долларов и подписали соглашение о неразглашении, соревновались в академической гребле на Олимпийских играх 2008 года в Пекине, заняв шестое место; Эдуардо Саверин получил неизвестное вознаграждение, в результате чего его имя как соучредителя было возвращено в заголовок Facebook; Facebook насчитывает более 500 миллионов пользователей в более чем 207 странах и оценивается в 25 миллиардов долларов; а Марк Цукерберг — самый молодой миллиардер в мире.

## В ролях
| Актёр              | Роль                                              |
| ------------------ | ------------------------------------------------- |
| Джесси Айзенберг   | Марк Цукерберг                                    |
| Эндрю Гарфилд      | Эдуардо Саверин                                   |
| Джастин Тимберлейк | Шон Паркер                                        |
| Арми Хаммер        | Кэмерон Уинклвосс, Тайлер Уинклвосс               |
| Макс Мингелла      | Дивья Нарендра                                    |
| Бренда Сонг        | Кристи Ли                                         |
| Рашида Джонс       | Мэрилин Дэлпи                                     |
| Джон Гец           | адвокат Марка Сай                                 |
| Дэвид Селби        | адвокат Уинклвоссов Гейдж                         |
| Дениз Грейсон      | адвокат Эдуардо Гретхен                           |
| Дуглас Урбански    | президент Гарвардского университета Ларри Саммерс |
| Руни Мара          | Эрика Олбрайт                                     |
| Джозеф Маззелло    | Дастин Московиц                                   |
| Патрик Мэпл        | Крис Хьюз                                         |
| Малис Джау         | Элис Кантвелл                                     |
| Дакота Джонсон     | Амелия Риттер                                     |
| Уоллес Лэнгэм      | Питер Тиль                                        |
| Джеймс Шэнклин     | принц Альбер                                      |
| Бэрри Ливингстон   | мистер Кокс                                       |
| Аарон Соркин       | рекламодатель                                     |

## Литературный первоисточник
Вы не забывайте, что эти ребята были ботаниками и не умели общаться с девушками — вообще ни с кем не умели общаться. Прижавшись лицом к стеклу, они смотрели, как за окном шумит развеселая студенческая жизнь — с вечеринками, свиданиями, отношениями. Социальная сеть стала попыткой перевести общение в виртуальную плоскость — туда, где они чувствовали себя свободно.
Книга Мезрича, опубликованная летом 2009 года, не претендовала на аккуратное изложение обстоятельств создания знаменитой социальной сети. Хотя его сочинения позиционируются как документальные, диалоги в них вымышлены, а нескольким реальным людям может соответствовать один персонаж. Автор не раз сталкивался с обвинениями в беллетризации подлинных событий, поэтому книге о Facebook предпослал замечание из 285 слов о том, что хронология, детали и диалоги не всегда соответствуют действительности.
Работа над книгой началась после знакомства Мезрича с Эдуардо Саверином, который в это время как раз порвал отношения с Цукербергом и с готовностью консультировал автора по всем вопросам. Попытки Мезрича встретиться с Цукербергом и выслушать его точку зрения не вызвали у миллиардера интереса. Для Мезрича парадокс Цукерберга состоит в следующем: «Марк стал самым молодым миллиардером на планете, но при этом всегда был равнодушен к материальным проявлениям успеха: никаких „феррари“, личных самолётов или домов с 15 спальнями у него нет». Он считает, что в фильме «его сделали несколько большим козлом, чем он показан в книге».
«Миллиардеры поневоле» имели успех у читателей. Обозреватель CNET.com назвал эту книгу первой, где нарисована пикантная картина жизни в Кремниевой долине — с попойками, сексом и подковёрными интригами. Оскаровский лауреат Кевин Спейси поспешил приобрести права на её экранизацию. Он опубликовал на Amazon.com рецензию, где назвал книгу «захватывающей историей предательства, бешеных денег и двух приятелей, которые произвели революцию в том, как люди общаются друг с другом, но сами разругались вдрызг и до сих пор не разговаривают друг с другом». В 2010 году книга вышла на русском языке в переводе Д. Угорского.

## Работа над фильмом

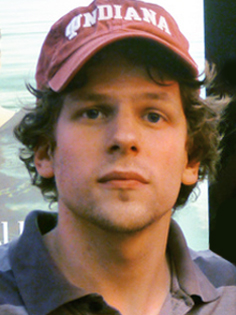
Джесси Айзенберг играет роль Марка Цукерберга

Никто из людей, работающих в Facebook, включая основателя Марка Цукерберга, не принимал участия в создании фильма. Сопоставить показанное в фильме с реальными судебными баталиями сложно ввиду того, что они велись в закрытом режиме и по окончании процесса все участники подписали соглашение о неразглашении. Прототипы главных героев от фильма дистанцировались, заявив, что он «не про них». История создания сети в книге и в фильме рассказана с позиций трёх основных участников разбирательства — Цукерберга, Саверина и Уинклвоссов. По заявлению сценариста Аарона Соркина, создание фильма отслеживали юристы, представляющие интересы прототипов главных героев. Они настаивали, чтобы в фильме не прозвучало ничего ложного и клеветнического: если взгляды реальных людей на обстоятельства создания сети расходятся, то фильм заостряет на этом внимание. 

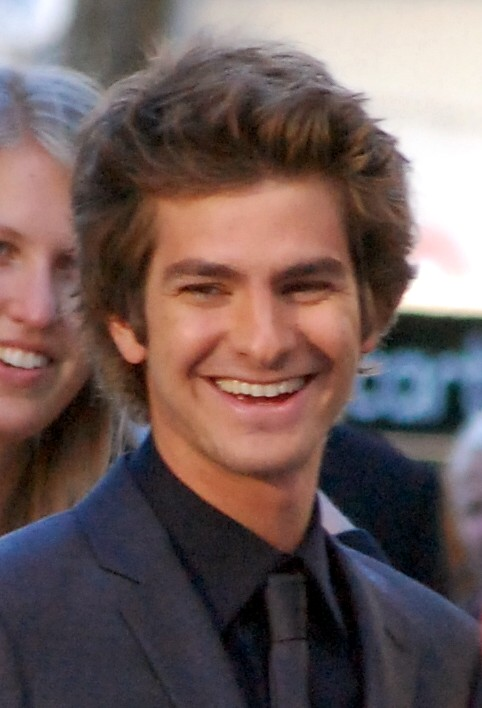
Эндрю Гарфилд играет роль Эдуардо Саверина

Кастинг начался в начале августа 2009 года. На роль Цукерберга изначально претендовали Шайа Лабаф и Майкл Сера, однако Финчер и Соркин приняли решение не рассматривать кандидатуры актёров из традиционной молодёжной обоймы, так как они ассоциируются у публики с комедийным амплуа. В их число попал и Айзенберг. Создатели фильма искали ребят со «специальным скоростным интеллектом», которые будут способны без запинки проговаривать «очень скоростные, очень умные тексты» из сценария. После того, как были «попробованы человек пятьсот» (слова Финчера), выбор остановился на Эндрю Гарфилде, который в итоге сыграл Саверина. «Уже сроки поджимали, у меня уже появилась традиционная в таких случаях мысль: что надо идти набирать ванну и резать вены», — иронизирует Финчер. Наконец в сентябре 2009 года исполнителем главной роли был объявлен Джесси Айзенберг.
Съёмки фильма начались в октябре 2009 года в Кембридже (штат Массачусетс, США).
Некоторые сцены были отсняты вокруг студенческих городков двух массачусетских подготовительных школ, Академии Филлипса и Академии Мильтона.
Со 2 по 4 ноября съёмки проходили на площадях Кизера и Уимена в студенческом городке Хоумвуда Университета Джонса Хопкинса. C 16 по 22 ноября сцены фильма снимались в Калифорнийском государственном университете. Бюджет фильма составил 40 миллионов долларов. Финчер считает ленту весьма прямолинейной, наиболее сложно с технической точки зрения было создать похожих и в то же время разных близнецов, а также снять их выступление на королевской регате в Хенли-он-Темс. Он говорит, что ставил перед собой задачу снять лёгкий фильм в духе Джона Хьюза, но так, чтобы за этой поверхностной лёгкостью проскальзывало нечто куда более жёсткое.

## Звуковая дорожка
Музыку к фильму написали Трент Резнор и Аттикус Росс. Это не первый опыт сотрудничества Финчера и Резнора: фильм «Семь» начинается под звуки одного из ремиксов последнего, и именно Финчер снял клип на его композицию «Only» 2005 года.
Финчер с самого начала предложил Резнору написать музыку к фильму, однако тот отклонил предложение ввиду того, что только что женился и закончил изнуряющее турне. В течение нескольких месяцев его не покидало ощущение, что он подвёл старого товарища. Наконец он решил позвонить Финчеру и предложить свои услуги для следующих фильмов. Финчер ответил, что по-прежнему ждёт его согласия насчёт «Социальной сети». После того, как Резнор и Росс присоединились к проекту, оптимистичная поначалу музыка приобрела гораздо более мрачный тон. Свою версию хрестоматийной григовской мелодии «В пещере горного короля», которая звучит в сцене гребной гонки, Резнор считает «наименее аппетитной» в истории. Меланхолично-тревожные звуки композиции «Рука прикрывает синяк» (англ. Hand Covers Bruise) приветствуют каждого заходящего на официальный сайт фильма. В финальных титрах звучит песня группы «Битлз» Baby, You’re a Rich Man.

## Технические аспекты
Стивен Содерберг убедил Финчера вместо цифровой камеры Thomson Viper, которой был снят «Зодиак», присмотреться к более современным камерам Red One. Таким образом, в качестве основного инструментария оператора было выбрано оборудование производства Red Digital Cinema Camera Company. Чтобы выровнять «картинку», при съёмках вне помещений применялись светофильтры естественной плотности. Впоследствии отснятый материал прошёл промежуточную цифровую обработку в голливудской студии компании Red.
На страницах The New York Times уделено внимание искусности построения художественного мира «Социальной сети»: «Трудно вспомнить фильм, который рисовал бы Гарвард в столь унылых тонах; сами краски обесцвечены. Сдержанно-тусклая палитра и минимальная глубина кадра обрисовывают пределы мира главного героя, а частое, хотя и сглаженное переключение между пространственно-временными слоями даёт представление о скорости, с какой он достиг успеха». По словам другого критика, уныло-тревожная атмосфера многих сцен больше соответствует «шпионскому фильму времён Холодной войны или ленте о воскрешении Франкенштейна», чем картине о жизни современного студенчества. Даже секс Цукерберга с приставучей поклонницей снят в «нездоровых зеленоватых тонах, свойственных лентам о монстрах», — продолжает он.

Почти все сцены Финчеру хотелось дать в тусклом освещении (слабая освещённость вообще характерна для его фильмов). Сложнее всего было реалистично изобразить кампус Гарварда, так как университет запретил вести съёмку на своей территории. Чтобы снять в начале фильма проход главного героя на фоне панорамного вида гарвардского кампуса, создателям ленты пришлось прибегнуть к некоторым хитростям. Когда Цукерберг бредёт в сумерках в сторону кампуса, камера снимает его сбоку и сверху, придавая сцене зловещий оттенок, как будто зритель ведёт слежку исподтишка. Чтобы не привлекать внимание, съёмка велась в сумерках при участии минимального количества специалистов. Им удалось договориться с властями города Кембридж и поменять освещение в уличных фонарях на более мягкое галогеновое, а с территории университета фоновую подсветку обеспечивал человек, переодетый в бродячего мима. 

«Любой миф о творении предполагает существование дьявола»: Паркер прельщает Цукерберга грандиозными планами коммерциализации социальной сети

Ещё одна технически сложная сцена — ночной клуб, где Паркер проповедует Цукербергу своё видение будущего социальной сети. Всё начинается с того, что гигантский кран переносит камеру со второго этажа клуба на первый и затем обратно на второй, разворачивая её там на 180 градусов и создавая у зрителя ощущение лёгкого головокружения. В соответствии с демоническим характером Паркера режиссёр хотел придать этой сцене едва уловимый налёт зловещего. С этой целью прямо в стол, над которым заговорщически склоняются плохо слышащие друг друга из-за музыки герои, были вмонтированы светодиодные табло, позволяющие транслировать многоцветные фильмы. Загадочная подсветка героев снизу призвана вызвать у зрителя чувство психологического дискомфорта.
Предыдущий фильм Финчера был построен на сложных компьютерных эффектах. В «Социальной сети» к спецэффектам пришлось прибегнуть для того, чтобы изобразить близнецов Уинклвоссов. В ходе кастинга режиссёру не удалось отыскать реальных близнецов, которые бы напоминали знаменитых братьев-гребцов, однако ему удалось найти похожего на них актёра Эрми Хаммера (который, подобно им, принадлежал к «сливкам» американского общества, будучи внуком Арманда Хаммера). Второго близнеца изображал дублёр, потом в студии на его лицо накладывалось лицо Хаммера. Когда это было возможно, прибегали к комбинированной съёмке, когда нет (как, например, в сцене гребли) — к компьютерным технологиям. Реалистичные эффекты света и тени были наложены на лица близнецов в программе Flame от компании Autodesk.
При съёмках сцены королевской регаты на Темзе, которая иллюстрирует обречённость в современном обществе традиционных форм мужского соперничества и доминирования, выявилась новая сложность — чрезмерная тяжесть камер, которые грозили пустить ко дну лёгкие гребные судна, где их предстояло разместить. Для решения этой проблемы пришлось разработать облегчённую камеру весом менее трёх килограммов. В сцене регаты был применён эффект tilt-shift, который обычно применяется при подмене реального пейзажа миниатюрными макетами.
Финчер признаёт, что сцена регаты воспринимается как чужеродная вставка в ткань фильма, что это своего рода музыкальный видеоклип посредине киноленты.

## Кинопрокат
Впервые фильм был показан на открытии Нью-Йоркского фестиваля 24 сентября 2010 года, за неделю до выхода в широкий прокат. За первые выходные картина собрала в 2771 кинотеатре Северной Америки приблизительно $ 23 млн. Во вторые выходные сборы снизились лишь на 31,2 % — минимальный показатель за весь год. По данным на 2 января 2011 года фильм собрал в США 93,2 млн, а в остальных странах — 100,4 млн. При этом наибольшие сборы принёс прокат в Великобритании (16,4 млн с Ирландией), Франции (12,9 млн с Алжиром, Тунисом, Марокко) и Австралии (11,3 млн). Российские зрители проявили к новой работе Финчера существенно меньший интерес ($ 4,6 млн на все страны СНГ).
На DVD фильм был выпущен 11 января 2011 года. Практически одновременно, в преддверии «оскаровской» гонки лента вернулась на экраны 600 североамериканских кинотеатров. Обычно голливудские студии предпочитают не выпускать фильмы на DVD до тех пор, пока их можно посмотреть в близлежащем кинотеатре.

## Кинокритика о фильме
Первоначально профессиональные критики англоязычного мира по поводу «Социальной сети» вынесли почти стопроцентно положительный вердикт, хотя к концу года стали слышны менее восторженные голоса. Обобщив рецензии, на сайте Rotten Tomatoes сделали следующий вывод: «Безупречный сценарий, изумительная режиссура, первоклассные актёрские работы делают „Социальную сеть“ захватывающим и амбициозным образцом современного киноискусства в его лучших проявлениях».

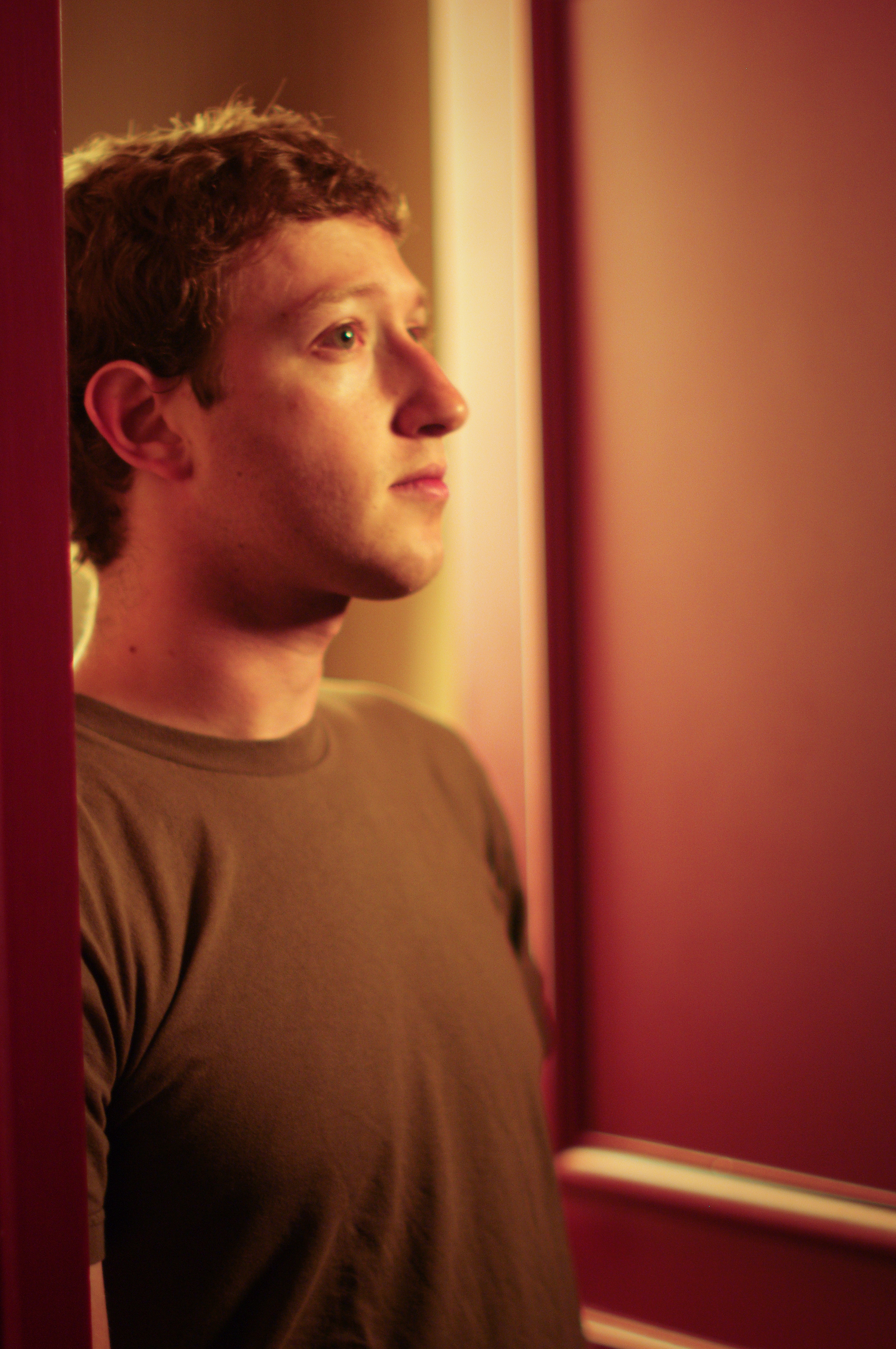
Марк Цукерберг

Роджер Эберт поставил в заслугу создателям фильма то, что весьма специфичный и довольно запутанный сюжет из жизни программистов изложен ясно и чётко, а диалоги своей скоростью и остроумием напоминают пулемётные очереди, воскрешая в памяти довоенные комедии Говарда Хоукса. С точки зрения Питера Трэверса из журнала Rolling Stone, фильм наглядно показывает, что социальные сети и интерактивное общение — изнанка социопатии, неспособности на полноценное общение с реальными людьми, а нарциссизм и игра социальными масками в Интернете — две стороны одной медали. В своих рейтингах и Эберт, и Трэверс назвали «Социальную сеть» лучшим фильмом года.
Для М. Трофименкова «Социальная сеть» продолжает линию фильмов Финчера о стихийной самоорганизации общества по сетевому принципу. Как и в «Бойцовском клубе», главный герой из фрустрации берётся за создание собственной версии мира, альтернативной существующему. Джим Хоберман из The Village Voice похвалил энергию, с которой рассказана первая часть истории, до встречи протагониста с «по-мефистофелевски обаятельным» героем Тимберлейка, который перетягивает на себя всё внимание зрительного зала.
Хоберман видит посыл фильма в том, что, хотя бы и в тайне от себя, каждый всего лишь хочет быть любим и востребован окружающими, а социальные сети призваны компенсировать отсутствие этого в реальной жизни.
Редакция американского Канала независимого кино призвала видеть в «сражении за дурацкий сайт, стоящий абсурдных денег, нескольких выпускников, успешных в плане учёбы, однако неполноценных в социальном отношении» не столько комментарий насчёт коммуникативных проблем современной молодёжи, сколько традиционное для голливудского кинематографа критическое высказывание по поводу Американской мечты. Трагический изъян главного героя «Социальной сети» видится в его непонимании того, что достичь успеха в бизнесе — ещё не значит обрести счастье.
Дэвид Томсон, чей «Биографический словарь кинематографа» с 1975 года выдержал 5 изданий, заявил, что картина Финчера не в состоянии «подняться выше безжалостной демонстрации неприятных типов, которые наживаются на мелком бессердечии». В конце года отрицательная рецензия на фильм появилась и в Slant Magazine. Обозреватель упрекает «Социальную сеть» в бездушности и автоматизме, которые сродни качествам Цукерберга, порицая фильм за холодную просчитанность визуального и звукового ряда, за переизбыток едва усваиваемых диалогов «одномерных» героев, за гендерную однобокость (женские персонажи вытеснены на периферию сюжета) и за сентиментальную обрисовку отверженного Саверина, который во второй половине фильма всё больше «напоминает щенка, выкинутого за порог дома».
Русскоязычная критика по-разному отнеслась к фильму Финчера. Роман Волобуев из журнала Афиша в своей рецензии сравнил Марка Цукерберга с Тайлером Дерденом, отметив, что герой фильма такой же вымышленный. Ярослав Забалуев из Газеты.ру сравнил Марка Цукерберга с Нео, так как он создал механизм, предельно облегчивший пользователю переход из реального мира в цифровой. Василий Корецкий из журнала Time Out отметил, что в России фильм растерял свою социальную значимость и увлекательность. А Марк Цукерберг смотрится аутистом и задавакой. Виктор Матизен из Новых известий назвал фильм классической американской историей успеха в современном варианте и порекомендовал всем догадывающимся, что стоимость создается не трудом, а идеями. А Нина Цыркун из Искусство кино назвала картину «новым журнализмом», бесстрастной хроникой сегодняшнего дня, поданная в стремительном и хаотичном информационном потоке, и Марк Цукерберг — типичный представитель этого дня. Сергей Оболонков же в своей рецензии на Ленте.ру сравнил главного героя фильма с наполовину злым гением, наполовину аутистом, хотя, судя по всему, в реальной жизни Марк не такой. Однако Оболонков отметил мастерство Финчера и Соркина.

### Фигура главного героя

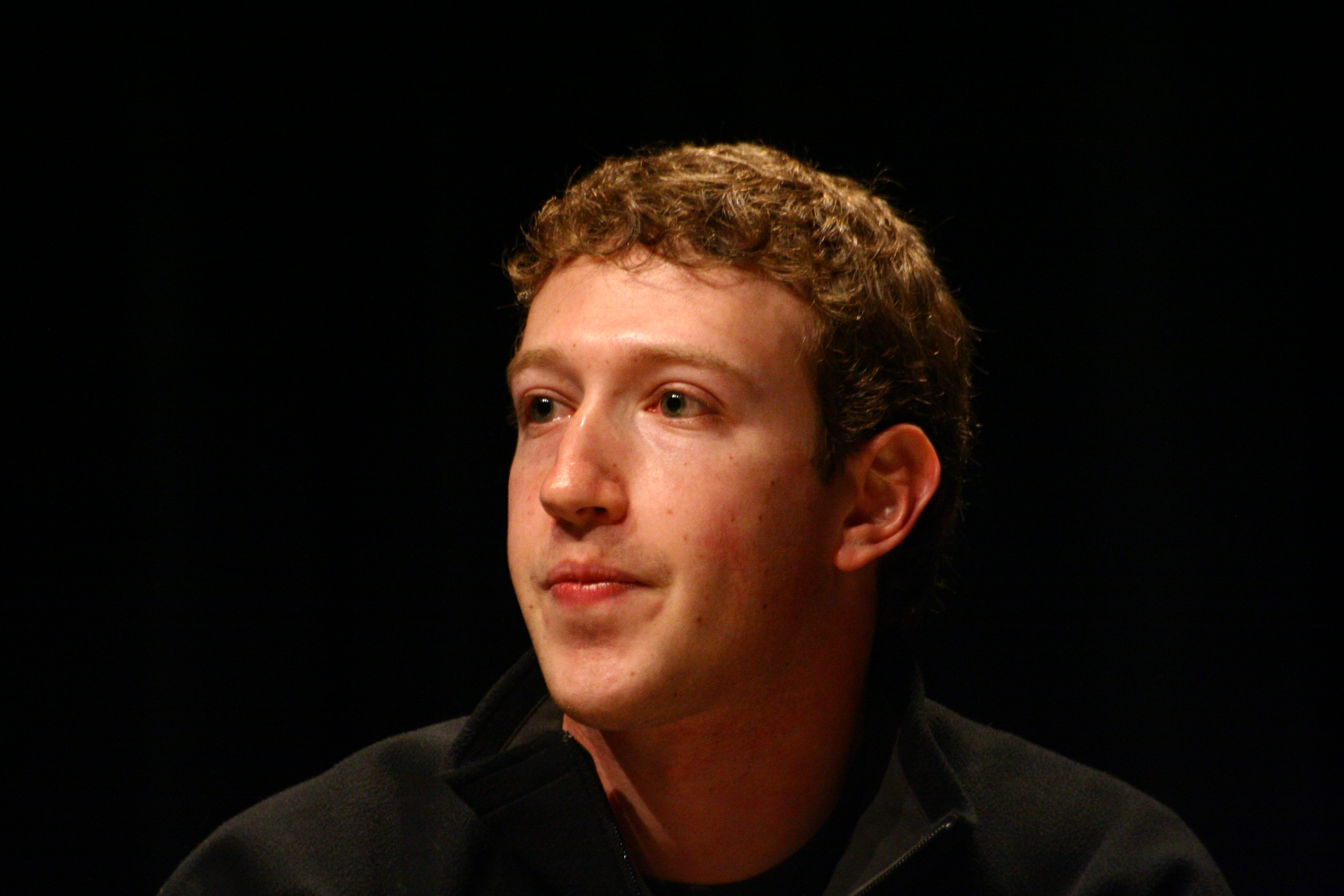
«Я с ним не знаком, я не знаю, что у него за душой, и не считаю, что вправе гадать», — Дэвид Финчер о Марке Цукерберге.

Жанр фильма-биографии подразумевает, что в центре кинополотна находится реальное историческое лицо, однако главный герой «Социальной сети», по мнению большинства комментаторов, имеет мало общего с реальным Цукербергом. В фильме он начинает конструировать альтернативную социальную реальность из-за стремления проникнуть в элитные круги Гарварда и неспособности завязать отношения с девушкой, которая ему нравится. Сам же Цукерберг заявляет, что гарвардские клубы его не интересовали, а со своей женой Присциллой он познакомился ещё на втором курсе университета.
Художественный образ, нарисованный Соркином и Финчером, далёк от реальности и представляет собой обобщённый психотип. В критических отзывах протагонист фильма определялся как типичный idiot savant, осовремененное переиздание «гражданина Кейна», новоявленный Растиньяк, который, «строго говоря, не бесчеловечен, а пост-человечен: это цепочка алгоритмов и вычислений, своего рода компьютерная программа» (Р. Корлисс). Обозреватель российского «Коммерсанта» увидел в финчеровском миллиардере беспардонный «шагающий компьютер», отметив его «сексуальную амбивалентность». Лидия Маслова определила жанр фильма как «антибайопик», а его успех объяснила тем, что он «позволяет человеку даже с микроскопической самооценкой почувствовать себя лучше, умнее и обаятельнее самого молодого миллиардера в сети».
Райан Гилби из журнала New Statesman видит в «Социальной сети» продолжение темы финчеровского «Зодиака»: через призму судопроизводства раскрывается фигура непонятого окружающими социопата, который перекраивает окружающий мир под себя, а также все те, кого он оставил позади, чтобы осмысливать совершённые им поступки. Цукерберг до комичного не в ладу с миром, преобразованием которого он так занят. Он фланирует по заснеженному Гарварду в шортах и шлёпанцах, а на бизнес-встрече появляется в банном халате. При этом он столь же ненормален, как и любой гений, ибо настолько зациклен на своём деле, что «не замечает маленьких людей, оказывающихся на его пути». В журнале Time главный герой фильма был истолкован не просто как рассеянный учёный, а как своего рода душевный инвалид: изобретая сайт, который даст ему 500 миллионов друзей взамен одного-единственного, он уподобляется тому безногому, который усовершенствовал кресло-каталку.

### Общественный резонанс
Фильм вызвал в США широкий общественный резонанс. Критики писали о том, что фильм высветил давно накопившиеся вопросы о том, как сетевая интерактивность меняет восприятие современниками самих себя, о том, что на «Фейсбуке» выросло поколение подростков, для которого опыт общения не связан с традиционными ограничениями этического свойства. В частности, Трэверс объявил «Социальную сеть» определяющим фильмом последнего десятилетия, подчеркнув типичность для нынешнего поколения завершающего фильм «образа одинокого Марка, который сидит перед мерцающим экраном и притворяется, будто не одинок».
По словам А. О. Скотта из The New York Times, «поначалу споры велись вокруг соответствия „Социальной сети“ реальным событиям и вокруг того, имеет ли это какое-либо значение для оценки фильма, однако последующие обзоры, эссе и дебаты насчёт „Фейсбука“, онлайнового предпринимательства, дружбы, бизнеса, меритократии и „Лиги плюща“ оказались на порядок насыщеннее и ближе к современности, чем бойкий сценарий Соркина или изысканная атмосфера, созданная Финчером». В результате всех порождённых фильмом споров фигура Цукерберга была «мифологизирована» до такой степени, что журнал Time назвал его человеком года. Хоберман иронически окрестил ленту «Рождение кибер-нации», отметив, что в последний раз выбор Голливуда и журнала пересекался на фигуре Сталина — одного из героев фильма «Миссия в Москву» (1943).
Дэвид Финчер полагает, что фильм не столько критикует социальные сети, сколько затрагивает общечеловеческую потребность увлекаться иллюзиями. По его словам, человеческий род обладает поразительной способностью тратить своё время впустую на что угодно, будь то телесериалы, видеоигры или интернет. «Я не думаю, что в самом по себе „Фейсбуке“ заключено нечто особо порочное», — добавляет он.
Большую статью о фильме и его социальной проблематике опубликовала в The New York Review of Books писательница Зэди Смит. Она полагает, что тип героя, выведенный в фильме, скоро уйдёт в прошлое: «Когда я смотрела фильм, при упоминании ранней блог-платформы Livejournal (всё ещё популярной в России) в зрительном зале раздались смешки. Не могу себе представить жизнь без компьютера, но вполне могу себе представить время, когда Facebook покажется нам столь же нелепым пережитком, как и Livejournal».
Один из самых авторитетных кинокритиков Америки, Джонатан Розенбаум, назвал статью Зэди Смит более информативной в отношении социальных сетей, чем сам фильм, а популярность «этой кисло-сладкой комедии» объяснил циничным фатализмом её создателей в отношении того, как большой бизнес развращает души рвущихся к вершине социальной пирамиды, — проблематика, хорошо знакомая тем, кто видел «Гражданина Кейна» и первые фильмы саги «Крёстный отец». «В конце концов, не всё ли равно, чем торговать: наркотиками, порнографией или сетевой дружбой — всё это торговля иллюзиями», — высказывает сходную мысль М. Трофименков.

## Признание
При подведении киноитогов 2010 года «Социальная сеть» была признана многими кинокритиками одним из его основных событий. Опросив киноведов, британский журнал Sight & Sound поставил фильм Финчера на 1-е место за год, а издание Film Comment, обобщив оценки более 100 профессионалов от кино, присудило фильму о Цукерберге 2-е место после 330-минутного «Карлоса» О. Ассаяса.
Журнал Cahiers du cinéma и Американский институт киноискусства также включили фильм в лучшие десятки.
«Социальная сеть» была номинирована на премию «Золотой глобус» в 6 номинациях (на 1 номинацию меньше, чем главный конкурент, историческая лента «Король говорит!»). Победила в номинациях «лучший драматический фильм», «лучшая режиссура», «лучший сценарий» и «лучшая музыка». Номинирована на премию «Оскар-2011» в 8 номинациях.
12 декабря 2019 года журнал Hollywood Reporter включил фильм в список лучших картин десятилетия, отдав ленте вторую строчку рейтинга.
| Награды и номинации                    | Награды и номинации                                     | Награды и номинации                                                                        | Награды и номинации | Награды и номинации |
| Награда                                | Категория                                               | Номинант                                                                                   | Результат           |                     |
| -------------------------------------- | ------------------------------------------------------- | ------------------------------------------------------------------------------------------ | ------------------- | ------------------- |
| «Оскар»                                |                                                         |                                                                                            |                     |                     |
| Лучший фильм                           | Скотт Рудин, Дана Брунетти, Майкл Де Лука, Шон Чаффин   | Номинация                                                                                  |                     |                     |
| Лучший режиссёр                        | Дэвид Финчер                                            | Номинация                                                                                  |                     |                     |
| Лучшая мужская роль                    | Джесси Айзенберг                                        | Номинация                                                                                  |                     |                     |
| Лучший адаптированный сценарий         | Аарон Соркин                                            | Победа                                                                                     |                     |                     |
| Лучшая музыка к фильму                 | Трент Резнор, Аттикус Росс                              | Победа                                                                                     |                     |                     |
| Лучшая операторская работа             | Джефф Кроненвет                                         | Номинация                                                                                  |                     |                     |
| Лучший монтаж                          | Энгус Уолл, Кирк Бакстер                                | Победа                                                                                     |                     |                     |
| Лучший звук                            | Рен Клайс, Дэвид Паркер, Майкл Шеманик, Марк Вэйнгартен | Номинация                                                                                  |                     |                     |
| «Золотой глобус»                       | Лучший фильм — драма                                    |                                                                                            | Победа              |                     |
| «Золотой глобус»                       | Лучший режиссёр                                         | Дэвид Финчер                                                                               | Победа              |                     |
| «Золотой глобус»                       | Лучшая мужская роль — драма                             | Джесси Айзенберг                                                                           | Номинация           |                     |
| «Золотой глобус»                       | Лучшая мужская роль второго плана                       | Эндрю Гарфилд                                                                              | Номинация           |                     |
| «Золотой глобус»                       | Лучший сценарий                                         | Аарон Соркин                                                                               | Победа              |                     |
| «Золотой глобус»                       | Лучшая музыка к фильму                                  | Трент Резнор, Аттикус Росс                                                                 | Победа              |                     |
| BAFTA                                  | Лучший фильм                                            | Скотт Рудин, Дана Брунетти, Майкл Де Лука, Шон Чаффин                                      | Номинация           |                     |
| BAFTA                                  | Лучший режиссёр                                         | Дэвид Финчер                                                                               | Победа              |                     |
| BAFTA                                  | Лучшая мужская роль                                     | Джесси Айзенберг                                                                           | Номинация           |                     |
| BAFTA                                  | Лучшая мужская роль второго плана                       | Эндрю Гарфилд                                                                              | Номинация           |                     |
| BAFTA                                  | Лучший адаптированный сценарий                          | Аарон Соркин                                                                               | Победа              |                     |
| BAFTA                                  | Лучший монтаж                                           | Энгус Уолл, Кирк Бакстер                                                                   | Победа              |                     |
| «Выбор критиков»                       | Лучший фильм                                            |                                                                                            | Победа              |                     |
| «Выбор критиков»                       | Лучший режиссёр                                         | Дэвид Финчер                                                                               | Победа              |                     |
| «Выбор критиков»                       | Лучшая мужская роль                                     | Джесси Айзенберг                                                                           | Номинация           |                     |
| «Выбор критиков»                       | Лучшая мужская роль второго плана                       | Эндрю Гарфилд                                                                              | Номинация           |                     |
| «Выбор критиков»                       | Лучший адаптированный сценарий                          | Аарон Соркин                                                                               | Победа              |                     |
| «Выбор критиков»                       | Лучшая музыка к фильму                                  | Трент Резнор, Аттикус Росс                                                                 | Победа              |                     |
| «Выбор критиков»                       | Лучший монтаж                                           | Энгус Уолл, Кирк Бакстер                                                                   | Номинация           |                     |
| «Выбор критиков»                       | Лучший звук                                             | Рен Клайс, Дэвид Паркер, Майкл Шеманик, Марк Вэйнгартен                                    | Номинация           |                     |
| «Выбор критиков»                       | Лучший актёрский состав                                 | Джесси Айзенберг, Эндрю Гарфилд, Арми Хаммер, Макс Мингелла, Джастин Тимберлейк            | Номинация           |                     |
| «Спутник»                              | Лучший фильм — драма                                    |                                                                                            | Победа              |                     |
| «Спутник»                              | Лучший режиссёр                                         | Дэвид Финчер                                                                               | Победа              |                     |
| «Спутник»                              | Лучшая мужская роль — драма                             | Джесси Айзенберг                                                                           | Номинация           |                     |
| «Спутник»                              | Лучшая мужская роль второго плана                       | Эндрю Гарфилд                                                                              | Номинация           |                     |
| «Спутник»                              | Лучший адаптированный сценарий                          | Аарон Соркин                                                                               | Победа              |                     |
| «Спутник»                              | Лучшая музыка к фильму                                  | Трент Резнор, Аттикус Росс                                                                 | Номинация           |                     |
| «Спутник»                              | Лучший монтаж                                           | Энгус Уолл, Кирк Бакстер                                                                   | Номинация           |                     |
| Премия Лондонского кружка кинокритиков | Лучший фильм                                            |                                                                                            | Победа              |                     |
| Премия Лондонского кружка кинокритиков | Лучший режиссёр                                         | Дэвид Финчер                                                                               | Победа              |                     |
| Премия Лондонского кружка кинокритиков | Лучшая мужская роль                                     | Джесси Айзенберг                                                                           | Номинация           |                     |
| Премия Лондонского кружка кинокритиков | Лучший британский актёр второго плана                   | Эндрю Гарфилд                                                                              | Победа              |                     |
| Премия Лондонского кружка кинокритиков | Лучший сценарий                                         | Аарон Соркин                                                                               | Победа              |                     |
| Национальный совет кинокритиков США    | Лучший фильм                                            |                                                                                            | Победа              |                     |
| Национальный совет кинокритиков США    | Лучший режиссёр                                         | Дэвид Финчер                                                                               | Победа              |                     |
| Национальный совет кинокритиков США    | Лучшая мужская роль                                     | Джесси Айзенберг                                                                           | Победа              |                     |
| Национальный совет кинокритиков США    | Лучший адаптированный сценарий                          | Аарон Соркин                                                                               | Победа              |                     |
| Премия Гильдии режиссёров США          | Лучший режиссёр                                         | Дэвид Финчер                                                                               | Номинация           |                     |
| Премия Гильдии киноактёров США         | Лучшая мужская роль                                     | Джесси Айзенберг                                                                           | Номинация           |                     |
| Премия Гильдии киноактёров США         | Лучший актёрский состав                                 | Джесси Айзенберг, Эндрю Гарфилд, Арми Хаммер, Макс Мингелла, Джош Пенс, Джастин Тимберлейк | Номинация           |                     |
| Премия Гильдии продюсеров США          | Лучший фильм                                            | Дана Брунетти, Шон Чаффин, Майкл Де Лука, Скотт Рудин                                      | Номинация           |                     |
| Премия Гильдии сценаристов США         | Лучший адаптированный сценарий                          | Аарон Соркин                                                                               | Победа              |                     |

### Комментарии
1. ↑  По словам автора книги, то, что Цукерберг выбросил своего лучшего друга «как использованный пластиковый стаканчик», логично встраивается в его систему координат: «если человек больше не приносит пользы, то он не нужен».
2. ↑  В отличие от «Кейна» и «Барри Линдона», падение честолюбца в фильме не показано напрямую, — скорее речь идёт о его внутреннем, психологическим поражении.
3. ↑  При характеристике Цукерберга часто можно встретить сравнения с неодушевлёнными предметами. Например, у Райана Гилби: когда Цукерберг говорит, это подобно говорящим часам, на которые напала паника; коммуникабельность — как у коврика для мышки, а популярность — как у компьютерного вируса.
4. ↑  Со слов Гилби, в этом разрезе метафорическое звучание приобретает значимый для сюжета рассказ о цыплёнке в клетке, которому скармливают мясо его собратьев.